# Manuel Sanguily Garritte
Manuel Sanguily Garritte   (l'Havana, 26 de març de 1848 - l'Havana, 23 de gener de 1925), de nom complet Manuel Antonio Sanguily Garritte, va ser un patriota cubà del segle xix. Va lluitar a la Guerra dels Deu Anys, contesa en la qual va arribar a assolir el grau de coronel. Posteriorment, va participar en la política dels primers anys de la República de Cuba. El seu germà gran era el Major General Julio Sanguily.

## Biografia
Va fer els seus primers estudis al Col·legi El Salvador, que dirigia el cèlebre pedagog José de la Luz Caballero, i després va cursar la carrera d'advocat a la Universitat de l'Havana; però en esclatar la guerra separatista de 1868 va abandonar les aules per allistar-se a les files de l'exèrcit cubà, va romandre-hi fins a la pau de Zanjón el 1878. Aleshores va marxar a Espanya i va completar els seus estudis a la Universitat de Madrid, tornant a Cuba el 1880. Durant algun temps va exercir la seva professió, que va abandonar aviat perquè li atreien més la literatura i la política. Fou també professor particular, i el 1893 va fundar la revista Hojas Literarias.
Durant l'última guerra (1895-1898) va servir a l'exèrcit cubà amb el grau de coronel, però es va emprar més temps en missions diplomàtiques que al camp de batalla, passant llargues temporades als Estats Units, on va treballar eficaçment per la independència de seu país.

El 1901 va ser elegit individu de la Convenció Constitucional i després va exercir importants càrrecs, entre ells el de director de l'Institut de l'Havana, senador, president del Senat, delegat de la segona Conferència de la pau de la Haia (1907), secretari d'estat, inspector general de l'Exèrcit i director de l'Acadèmia Militar. Es va distingir especialment com a orador i com a polemista.
| « | És escriptor insigne, diu Antonio Gómez Restrepo, però el seu temperament el porta a cultivar amb predilecció l'oratòria; i encara escrivint de literatura i de crítica, l'orador es descobreix al gir de la frase, a la calor de l'estil. Els discursos de Sanguily, com a obra de qui en cap moment s'oblida de l'art portant l'avantatge a les arengues pronunciades per oradors que són exclusivament polítics, d'ostentar una execució literària i reprotxable i combinar l'element estètic amb la finalitat pràctica que tot home públic aspira assolir amb la seva paraula. Sanguily no s'ha consagrat a lents treballs d'erudició ni a escriure llibres de tan sàvia composició com les de Piñeyro; però de la seva elevació intel·lectual, del seu domini de les més diverses matèries, de la seva rapidesa de comprensió i finor de judici, donen cabal idea idea els cinc volums que van arribar a formar les seves Hojas Literarias. | » |

Entre les seves obres cal citar:
- Discursos a la emigración cubana (Nova york, 1877);
- Los caribes de las Islas, estudi crític (Havana, 1884);
- Los oradores de Cuba (1886);
- Un insurrecto cubano en la Corte (1888);
- El dualismo moral y político en Cuba, discurso (1889);
- José de la Luz Caballero, estudio crítico (1890);
- El descubrimiento de América (1892);
- Céspedes y Martí (Nova York, 1895);
- Cuba y la furia española (Nova York, 1895);
- La Revolución de Cuba y las Repúblicas Americanas (Nova York, 1896);
- José Martí y la Revolución cubana, discurso (Nova York, 1896);
- La anarquía española y el sacrificio de los cubanos, discurso (Nova York, 1896);
- Victoria de las Tunas, 1897 (Nova York, 1897);
- Tres estudis dedicats al filòsof cubà José de la Luz Caballero (1889, 1890,1900);
- Antonio Zambrana, discurso (Havana, 1907);
- Discursos (1912);
- Oración fúnebre (1914);
- Frente al enemigo, quatre discursos de la emigració (1916);
- Discursos y conferencias (1918/19);
- Literatura universal. Péginas de crítica: Homero, Camoens. Taine, Scherer, Tolstoy, Zola, Heredia, Menendez y Pelayo, varona (Madrid, 1919).